# Armin Schibler
Armin Schibler (født 20. november 1920 i Kreuzlingen, død 7. september 1986 i Zürich, Schweiz) var en schweizisk komponist, professor og lærer.
Schibler studerede komposition på Musikkonservatoriet i Zürich hos Paul Müller-Zürich og Willy Burkhard. Han tog efterfølgende komposition kurser i ny musik i Darmstadt hos bl.a. Wolfgang Fortner og Ernst Krenek. Schibler har skrevet 4 symfonier, orkesterværker, kammermusik, koncertmusik, operaer, korværker, vokalmusik etc. Han var professor og lærer i kompostion og musik på den Litterære Skole I Zürich. Schibler komponerede i seriel og moderne kompositions stil.

## Udvalgte værker
- Symfoni nr. 1 (1946) – for orkester
- Symfoni nr. 2 (1952-1953) – for orkester
- Symfoni nr. 3 "Natlig fantasi" (1957) – for orkester
- Symfoni nr. 4 "Seks orkesterstykker" (1968) – for orkester